# Opostega spatulella
Opostega spatulella là một loài bướm đêm thuộc họ Opostegidae. Loài này có ở Pháp, bán đảo Iberia, Italia, Áo, Cộng hòa Séc, Slovakia, Hungary, România, Bulgaria, Macedonia, Hy Lạp và Bosnia và Herzegovina. It is thought to be extinct in Đảo Anh. Nó cũng được tìm thấy ở phần phía đông của miền Cổ bắc (bao gồm Turkmenistan và Uzbekistan) và Cận Đông.
Sải cánh dài 9–11 mm. Con trưởng thành bay từ tháng 8 đến tháng 6 và ngủ đông từ tháng 10 đến tháng 4. Có một lứa một năm.
Ấu trùng ăn loài Ulmus và Salix. Chúng đục vỏ cây chủ nơi chúng sinh sống.